# Mário Negromonte
Mário Sílvio Mendes Negromonte (Recife, 6 de julho de 1950) é um advogado e político brasileiro.
Formado em direito, Negromonte é empresário da construção civil. Casado com Vilma Negromonte, atual prefeita de Glória, tem três filhos, um deles, Mário Negromonte Júnior, é deputado Federal da Bahia.
Foi filiado ao PMDB (1986-1988), PSDB (1988-2001), PPB (2001/2003) e PP desde 2003.
Ainda pelo PSDB, elegeu-se deputado estadual baiano em 1990. Em 1994, foi eleito deputado federal, primeiro de seus cinco mandatos consecutivos (1998, 2002, 2006 e 2010). Foi líder do PP na Câmara dos Deputados de 2006 a 2010.
Em dezembro de 2010, foi indicado pela presidente eleita Dilma Rousseff para ocupar o Ministério das Cidades. Em 2 de fevereiro de 2012, pediu demissão após denúncias de irregularidades no ministério.
Em maio de 2014, foi eleito conselheiro do Tribunal de Contas dos Municípios (TCM) pelos parlamentares da Assembleia Legislativa. Foi afastado da posição pelo STJ em decisão mantida pelo colegiado do STF em novembro de 2019. Retornou ao cargo por decisão do desembargador do Tribunal Regional Federal da 3ª Região Paulo Fontes em abril de 2021, sendo que em setembro do mesmo ano foi eleito para a presidência da segunda câmara do órgão.

## Corrupção na Petrobras
Mário Negromonte é investigado por esquema de R$25 milhões que seriam repartidos entre partidos e políticos. Teve seu nome citado pelo doleiro Alberto Youssef nos termos da delação premiada.
Em 30 de março de 2016 foi denunciado pela Procuradoria Geral da República (PGR) pelos crimes de corrupção passiva e ocultação de bens no âmbito da Operação Lava Jato.
Seu irmão, o também político Adarico Negromonte Filho, foi absolvido de acusações feitas pela equipe da Operação Lava Jato. 
Em maio de 2020 a Segunda Turma do STF decidiu remeter a ação penal (AP 1034) em que Negromonte está envolvido, para a Justiça Eleitoral de Brasília, seguindo o entendimento que é daquele tribunal a atribuição de julgar os crimes dos quais ele é acusado, acatando recurso do ex-parlamentar contra a determinação do ministro Fachin de enviar o processo à 13ª Vara da Justiça Federal em Curitiba.